# Atletismo nos Jogos Pan-Americanos de 2015 - 110 m com barreiras masculino
A competição dos 110 m com barreiras masculino foi um dos eventos do atletismo nos Jogos Pan-Americanos de 2015, em Toronto. Foi disputada no Estádio CIBC de Atletismo Pan e Parapan-Americano no dia 24 de julho.

## Calendário
Horário local (UTC-4).
| Data        | Horário | Fase      |
| ----------- | ------- | --------- |
| 24 de julho | 10:10   | Semifinal |
| 24 de julho | 13:10   | Final     |

## Medalhistas
| Ouro   | USA David Oliver     |
| Prata  | TTO Mikel Thomas     |
| Bronze | BAR Shane Brathwaite |

## Recordes
Recordes mundial e pan-americano antes da disputa dos Jogos Pan-Americanos de 2015.
| Tipo                             | Atleta        | Tempo | Local       | Data                  |
| -------------------------------- | ------------- | ----- | ----------- | --------------------- |
|                                  | Aries Merritt | 12.80 | Bruxelas    | 7 de setembro de 2012 |
| Recorde dos Jogos Pan-Americanos | Dayron Robles | 13.10 | Guadalajara | 28 de outubro de 2011 |

## Resultados

### Semifinal
| Colocação | Bateria | Atleta             | Nacionalidade                | Tempo | Vento | Notas                |
| --------- | ------- | ------------------ | ---------------------------- | ----- | ----- | -------------------- |
| 1         | 3       | David Oliver       | USA Estados Unidos           | 13.15 | -0.1  | Q                    |
| 2         | 2       | Shane Brathwaite   | BAR Barbados                 | 13.36 | +0.1  | Q                    |
| 3         | 1       | Greggmar Swift     | BAR Barbados                 | 13.40 | -0.4  | Q                    |
| 3         | 3       | Tyler Mason        | JAM Jamaica                  | 13.40 | -0.1  | Q                    |
| 5         | 1       | Yordan O'Farrill   | CUB Cuba                     | 13.42 | -0.4  | Q                    |
| 6         | 2       | Mikel Thomas       | TTO Trinidad e Tobago        | 13.44 | +0.1  | Q                    |
| 7         | 2       | Jhoanis Portilla   | CUB Cuba                     | 13.53 | +0.1  | q,                   |
| 8         | 3       | Johnathan Cabral   | CAN Canadá                   | 13.55 | -0.1  | q                    |
| 9         | 1       | Sékou Kaba         | CAN Canadá                   | 13.57 | -0.4  |                      |
| 10        | 1       | Dwight Thomas      | JAM Jamaica                  | 13.58 | -0.4  |                      |
| 11        | 2       | Ray Stewart        | DOM República Dominicana     | 13.62 | +0.1  |                      |
| 12        | 3       | Eddie Lovett       | ISV Ilhas Virgens Americanas | 13.65 | -0.1  |                      |
| 13        | 3       | Jeffrey Julmis     | HAI Haiti                    | 13.72 | -0.1  |                      |
| 14        | 1       | Jorge McFarlane    | PER Peru                     | 13.73 | -0.4  | Recorde da temporada |
| 15        | 2       | Ronald Forbes      | CAY Ilhas Cayman             | 13.78 | +0.1  |                      |
| 16        | 1       | Éder Antônio Souza | BRA Brasil                   | 13.80 | -0.4  |                      |
| 17        | 2       | Jonatha Mendes     | BRA Brasil                   | 13.81 | +0.1  |                      |
| 18        | 3       | Genaro Rodríguez   | MEX México                   | 14.15 | -0.1  |                      |
| 19        | 3       | Javier McFarlane   | PER Peru                     | DNF   | -0.1  |                      |

### Final
Vento: +0.8 m/s
| Colocação         | Fauixa | Atleta           | Nacionalidade         | Tempo | Notas                            |
| ----------------- | ------ | ---------------- | --------------------- | ----- | -------------------------------- |
| Medalha de ouro   | 3      | David Oliver     | USA Estados Unidos    | 13.07 | Recorde dos Jogos Pan-Americanos |
| Medalha de prata  | 8      | Mikel Thomas     | TTO Trinidad e Tobago | 13.17 | Recorde nacional                 |
| Medalha de bronze | 4      | Shane Brathwaite | BAR Barbados          | 13.21 | Recorde pessoal                  |
| 4                 | 6      | Greggmar Swift   | BAR Barbados          | 13.28 | Recorde pessoal                  |
| 5                 | 1      | Jhoanis Portilla | CUB Cuba              | 13.30 | Recorde pessoal                  |
| 6                 | 7      | Yordan O'Farrill | CUB Cuba              | 13.36 |                                  |
| 7                 | 5      | Tyler Mason      | JAM Jamaica           | 13.69 |                                  |
| 8                 | 2      | Johnathan Cabral | CAN Canadá            | 14.07 |                                  |

Legenda
| Recorde mundial                  | Recorde mundial (World record)               |                       | Recorde africano                      | Recorde africano (African) |                                           | Q | Classificado por posição (Qualified) |
| Recorde dos Jogos Pan-Americanos | Recorde pan-americano (Pan-American record)  | Recorde da América    | Recorde da América (Americas)         | q                          | Classificado por melhor tempo (Qualified) |   |                                      |
| Melhor marca do ano              | Melhor marca do ano (World leading)          | Recorde asiático      | Recorde asiático (Asian)              | DNS                        | Não largou (Did not start)                |   |                                      |
| Recorde nacional                 | Recorde nacional (National record)           | Recorde europeu       | Recorde europeu (European)            | DNF                        | Não terminou (Did not finish)             |   |                                      |
| Recorde pessoal                  | Recorde pessoal do atleta (Personal best)    | Recorde da Oceania    | Recorde da Oceania (Oceania)          | DSQ / DQ                   | Desclassificado (Disqualified)            |   |                                      |
| Recorde da temporada             | Recorde da temporada do atleta (Season best) | Recorde sul-americano | Recorde sul-americano (South America) | NM                         | Sem marca (No mark)                       |   |                                      |